# پلی(متیل متاکریلات)
پلی (متیل متاکریلات) (به انگلیسی: Poly(methyl methacrylate)) با فرمول شیمیایی (کربن۵اکسیژن۲هیدروژن۸)n یک ترکیب شیمیایی است، که به عنوان پلیمر واسط در طرح نگار الکترونی به کار می‌رود. این ماده یکی از سخت‌ترین ومحکم‌ترین پلیمرها باشفافیتی بالاتر از شیشه و سطحی صیقلی وبراق ومقاوم در برابر عوامل جوی است.
صفحات پلی متیل متاکریلات مقاومت قابل توجهی در برابر عوامل جوی و پرتو نور خورشید دارند. از خواص اپتیکال و سطح شفاف فوق‌العاده‌ای برخوردارند و در عین حال از نظر استحکام در برابر ضربه از شیشه مقاوم تر هستند. علاوه بر آن درصد جذب رطوبت بسیار کم و مقاومت کششی و الکتریکی خوبی دارند. حدود ۴۰ تا ۵۰ درصد تولیدات این پلیمر در صنایع اتومبیل سازی، ۳۳ درصد در ساختمان‌سازی و صنایع روشنایی و بقیه در تولید و طراحی CD، اسباب بازی، لوازم التحریر مثل خودکار، تزئینات و ساخت تندیس و صنایع الکتریکی به کار می‌روند.
Poly (methyl methacrylate) (PMMA)، همچنین به عنوان آکریلیک، اکریلیک شیشه ای یا پلی اتیلن و همچنین نام‌های تجاری Crylux, Plexiglas, Acrylite, Lucite و Perspex در بین چندین مورد دیگر (نگاه کنید به پایین)، Thermoplastic شفافی است که اغلب مورد استفاده قرار می‌گیرد در ورق به عنوان یک جایگزین سبک‌وزن یا مقاوم در برابر شکست شیشه ای. همان ماده را می‌توان به عنوان یک رزین ریخته‌گری، در جوهر و پوشش استفاده کرد و دارای بسیاری از کاربردهای دیگر است.
اگر چه یک نوع از شیشه‌های مبتنی بر سیلیکا شناخته شده نیست، ماده مانند بسیاری از گرمانرم‌ها اغلب از لحاظ فنی به عنوان نوع شیشه ای (که در آن یک ماده شیشه ای غیر بلوری است) طبقه‌بندی می‌شود و به همین دلیل نامنظم بودن آن به عنوان شیشه‌های اکریلیک نامیده می‌شود. از نظر شیمیایی، این پلیمر مصنوعی متیل متاکریلات است. این مواد در سال ۱۹۲۸ در چندین آزمایشگاه مختلف توسط بسیاری از شیمیدانها مانند ویلیام چالمرز، اتو رهم و والتر بئور توسعه داده شد و برای اولین بار در سال ۱۹۳۳ توسط آلمانی Rhom & Haas AG به بازار عرضه شد (تا سال ۲۰۱۹ از بخش Evonik Industries) و شرکای خود و وابسته به شرکت سابق ایالات متحده Rohm و Haas شرکت تحت Plexiglas علامت تجاری.
PMMA یک جایگزین اقتصادی برای پلی کربنات (PC) است که در آن استحکام کششی، مقاومت خمشی، شفافیت، پاشی و تحمل UV بیشتر از مقاومت ضربه، مقاومت شیمیایی و مقاومت در برابر حرارت است. علاوه بر این، PMMA شامل زیرمجموعه بالقوه مضر بیسفنول A در پلی کربنات نیست. اغلب به علت خواص متوسط، دستکاری و پردازش آسان و هزینه کم، ترجیح داده می‌شود. PMMA غیرقابل اصلاح شده در حالت بارگیری، به ویژه تحت تأثیر نیروی ضربه، به‌طور شکننده رفتار می‌کند و بیشتر در معرض خراشیدگی نسبت به شیشه‌های معدنی معمول قرار دارد اما PMMA اصلاح شده گاهی می‌تواند به مقاومت بالا و مقاومت ضربه کمک کند.

## تاریخچه
اولین اسید اکریلیک در سال ۱۸۴۳ ایجاد شد. اسید متاکریلیک، مشتق شده از اسید اکریلیک، در سال ۱۸۶۵ فرموله شده بود. واکنش بین متاکریلیک اسید و متانول به استر متیل متاکریلات تبدیل می‌شود. پلی اتیل متاکریلات در اوایل دهه ۱۹۳۰ توسط شیمیدانهای انگلیس روولند هیل و جان کروفورد در صنایع شیمیایی امپریال (ICI) در انگلستان کشف شد. ICI محصول تحت علامت تجاری Perspex را ثبت کرده‌است. در همان زمان، اتو روم، شیمیدان و صنعتی، از روهم و هاز در آلمان، تلاش می‌کردند شیشه ای ایمن را با پلیمریزاسیون متیل متاکریلات دو لایه شیشه ای تولید کنند. پلیمر جدا شده از شیشه به عنوان یک ورق پلاستیکی شفاف است که رم آن را در سال ۱۹۳۳ به نام علامت تجاری پلکسی گلاس نامگذاری کرد. هر دو Perspex و Plexiglas در اواخر دهه ۱۹۳۰ تجاری شدند. در ایالات متحده، E.I. دو پونت د نومورس و شرکت (در حال حاضر شرکت DuPont) پس از آن محصول خود را تحت علامت تجاری لوسیت معرفی کرد. در سال ۱۹۳۶، ICI Acrylics (در حال حاضر Lucite International) اولین تولید تجاری شیشه ای ایمنی اکریلیک را آغاز کرد. نیروهای متفقین و محور در طول جنگ جهانی دوم از شیشه اکریلیک برای پریسوپ‌های زیردریایی و شیشه‌های هواپیما هواپیما، سایبان‌ها و برج‌های تفنگ استفاده می‌کردند. خلبانان هواپیمایی که چشم‌های آنها توسط هواپیماهای PMMA آسیب دیده بودند، بسیار بهتر از کسانی بود که با شیشه استاندارد آسیب دیده بودند، نشان دهنده سازگاری بهتر بین بافت‌های انسانی و PMMA نسبت به شیشه است. برنامه‌های غیرنظامی پس از جنگ دنبال می‌شوند.

## سنتز
PMMA به‌طور مرتب توسط پلیمریزاسیون امولسیون، پلیمریزاسیون محلول و پلیمریزاسیون فله تولید می‌شود. به‌طور کلی، از ابتدای رادیکال استفاده می‌شود (از جمله روش‌های پلیمریزاسیون زنده)، اما پلیمریسیون آنیونی PMMA نیز می‌تواند انجام شود. برای تولید ۱ کیلوگرم (۲٫۲ کیلوگرم) PMMA، حدود ۲ کیلوگرم (۴٫۴ پوند) نفت مورد نیاز است. PMMA تولید شده توسط پلیمریزاسیون رادیکال (همه PMMA تجاری) آتاکتیک و کاملاً غیرقابل نفوذ است.

## فرایند
دمای انتقال شیشه (Tg) PMMA اتواکتیک ۱۰۵ درجه سانتیگراد (۲۲۱ درجه فارنهایت) است. مقادیر Tg نمرات تجاری PMMA بین ۸۵ تا ۱۶۵ درجه سانتیگراد (۱۸۵ تا ۳۲۹ درجه فارنهایت) است. محدوده وسیعی است زیرا تعداد زیادی از ترکیبات تجاری که کوپلیمرهای با هم مونومرهای غیر متیل متاکریلات هستند؛ بنابراین PMMA در دمای اتاق یک شیشه آلی است؛ به عنوان مثال، آن زیر Tg است. دمای تشکیل با دمای انتقال شیشه شروع می‌شود و از آنجا می‌رود. تمامی فرایندهای ریخته‌گری رایج ممکن است از جمله قالب‌گیری تزریقی، قالب‌گیری فشرده سازی و اکستروژن استفاده شود. بالاترین ورق PMMA با استفاده از ریخته‌گری سلول تولید می‌شود، اما در این مورد، مراحل پلیمریزاسیون و قالب‌گیری همزمان انجام می‌شود. با توجه به توده مولکولی بسیار بالایی، قدرت مواد بالاتر از درجه قالبگیری است. سخت شدن لاستیک برای افزایش چقرمگی PMMA برای غلبه بر رفتار شکننده آن در پاسخ به بارهای اعمال شده مورد استفاده قرار گرفته‌است.

## دستکاری، برش و پیوستن
PMMA را می‌توان با استفاده از سیمان سایانو اکریلات (معمولا به عنوان superglue شناخته می‌شود)، با گرما (جوشکاری) یا با استفاده از حلال‌های کلر مانند dichloromethane یا trichloromethane (کلروفرم) برای حل پلاستیک در مفصل، که پس از آن fuses و مجموعه، تشکیل یک جوش تقریباً نامرئی. خراش‌ها می‌توانند به راحتی توسط پرداخت یا با گرم کردن سطح مواد حذف شوند.
برش لیزری می‌تواند برای ساخت طرح‌های پیچیده از صفحات PMMA استفاده شود. PMMA بر روی برش لیزر به ترکیبات گازوئیل (از جمله مونومرهای آن) تبخیر می‌کند، بنابراین برش بسیار تمیز انجام می‌شود و برش بسیار راحت انجام می‌شود. با این حال، لیزر پالس فشار بالا در طول لبه برش را نشان می‌دهد، که در معرض حلال‌ها باعث ایجاد تنش نامطلوب در لبه برش و چند میلیمتر می‌شود. حتی پاک کننده شیشه آمونیوم و تقریباً هر چیزی که از آب و صابون کمرنگ است، باعث می‌شود که در معرض نور خورشید قرار بگیرد؛ بنابراین انلینگ ورق / قطعات PMMA یک مرحله پس از پردازش واجب است، زمانی که قصد اتصال به قطعات شیمیایی لیزرکیت را با هم داشته باشد.
در اکثر برنامه‌های کاربردی، آن را نمی‌شکند در عوض، آن را به قطعات بزرگ کسل کننده می‌شکند. از آنجایی که PMMA نرمتر و راحت تر از شیشه شسته‌است، پوشش‌های مقاوم در برابر خراش اغلب به ورق PMMA برای محافظت از آن (و همچنین سایر قابلیت‌های دیگر) اضافه می‌شود.

## ریخته گری رزین اکریلات
متیل متاکریلات "رزین مصنوعی" برای ریخته‌گری (به سادگی مواد شیمیایی مایع مایع) می‌تواند در ارتباط با یک کاتالیزور پلیمریزاسیون مانند متیل اتیل کتون پراکسید (MEKP) برای تولید PMMA شفاف شونده از هر قالب استفاده شود. اشیاء مانند حشرات یا سکه‌ها یا حتی مواد شیمیایی خطرناک در ampules کوارتز قابل شارژ ممکن است در چنین بلوک‌های "ریخته گری" برای نمایش و دست زدن به ایمن تعبیه شده‌است.

## خواص
PMMA یک ماده قوی، سخت و سبک است. آن دارای تراکم 1.17-1.20 g / cm3 است، که کمتر از نصف شیشه است. همچنین دارای قدرت ضربه خوب است، بالاتر از هر دو شیشه و پلی استایرن؛ با این حال، قدرت ضربه PMMA هنوز هم بسیار پایین‌تر از پلی کربنات و برخی از پلیمرهای مهندسی است. PMMA در دمای ۴۶۰ درجه سانتیگراد (۸۶۰ درجه فارنهایت) در معرض آتش‌سوزی قرار می‌گیرد و باعث تشکیل دی‌اکسید کربن، آب، مونوکسید کربن و ترکیبات کم مولکولی، از جمله فرمالدئید می‌شود.
PMMA تا ۹۲ درصد نور قابل مشاهده (ضخامت ۳ میلیمتر) را تحویل می‌دهد و از هر سطحی به دلیل شاخص شکست آن (۱٫۴۹۰۵ در ۵۸۹٫۳ نانومتر) بازتابی حدود ۴ درصد دارد. این نور نور ماورای بنفش (UV) را در طول موج‌های کمتر از ۳۰۰ نانومتر (شبیه به شیشه معمولی پنجره) فیلتر می‌کند. برخی از تولیدکنندگان افزودن پوشش یا مواد افزودنی به PMMA برای بهبود جذب در محدوده ۳۰۰–۴۰۰ نانومتر. PMMA از نور مادون قرمز تا ۲۸۰۰ نانومتر عبور می‌کند و بلوک‌های IR طولانی‌تر از ۲۵۰۰۰ نانومتر را دارد. انواع PMMA رنگی اجازه می‌دهد تا طول موج‌های خاصی از IR برای عبور در حالی که مسدود کردن نور قابل مشاهده (برای مثال برای کنترل از راه دور یا سنسور گرما).
PMMA در بسیاری از حلال‌های آلی به‌وجود می‌آید و از بین می‌رود. همچنین با توجه به گروه‌های استر به راحتی هیدرولیز شده، مقاومت آن در برابر سایر مواد شیمیایی نیز ضعیف است. با این وجود، ثبات محیطی آن نسبت به اکثر پلاستیک‌های دیگر مانند پلی استایرن و پلی اتیلن برتر است و بنابراین PMMA اغلب مواد انتخابی برای برنامه‌های کاربردی در فضای باز است.PMMA دارای حداکثر جذب آب نسبت به وزن ۰٫۳–۰٫۴٪ است. استحکام کششی با افزایش جذب آب کاهش می‌یابد. ضریب انبساط حرارتی آن نسبتاً بالا است (۵–۱۰) × ۱۰–۵ درجه سانتی گراد.

## کاربردها
شفاف و با دوام، PMMA از مواد متنوع است و در طیف گسترده‌ای از زمینه‌ها و برنامه‌های کاربردی مانند چراغ عقب و خوشه‌های ابزار برای وسایل نقلیه، لوازم و لنز برای عینک استفاده می‌شود. PMMA در قالب ورق‌های ساخته شده برای پانل‌های مقاوم در برابر انفجار برای ساخت پنجره‌ها، اشعه ماوراء بنفش، موانع امنیتی ضد گلوله، علائم و نمایش‌ها، بهداشتی (حمام)، صفحه نمایش ال سی دی، مبلمان و بسیاری از برنامه‌های کاربردی دیگر. همچنین برای پوشش پلیمرها بر اساس MMA, پایداری قابل توجهی را در مقابل شرایط محیطی با کاهش انتشار VOC فراهم می‌کند. پلیمرهای متاکریلات به‌طور گسترده در کاربردهای پزشکی و دندانپزشکی مورد استفاده قرار می‌گیرند، در حالی که خلوص و ثبات برای عملکرد بسیار مهم هستند.

### جایگزین شفاف شیشه
PMMA معمولاً برای ساخت آکواریوم‌های مسکونی و تجاری مورد استفاده قرار می‌گیرد. طراحان شروع به ساختن آکواریوم‌های بزرگ هنگام استفاده از پلی متیل متاکریلات می‌کردند. به دلیل حوادثی مانند فاجعه Summerland، این نوع از انواع دیگر ساختمان‌ها استفاده می‌شود. PMMA برای مشاهده بندرها و حتی کلاهک‌های فشرده‌ای از زیردریایی‌ها استفاده می‌شود، مانند حوزه مشاهده زیردریایی Alicia و پنجره حمیتسفا تریست. PMMA در لنزهای چراغ‌های بیرونی خودرو استفاده می‌شود.
حفاظت از تماشاگران در هاکی روی یخ از PMMA ساخته شده‌است. از لحاظ تاریخی، PMMA یک پیشرفت مهم در طراحی پنجره‌های هواپیما بود، که امکان ساخت چنین طرح‌هایی را به عنوان باریک بینی را در فضای جنگنده B-17 بوئینگ داشت. شفافیت‌های هواپیما مدرن اغلب از ورق اکریلیک کشش استفاده می‌کنند. وسایل نقلیه پلیس برای کنترل عصبانیت اغلب دارای شیشه معمولی جایگزین PMMA برای حفاظت از اشغالگران از اشیاء پرتاب شده‌است. PMMA ماده مهمی در ساخت برخی از لنزهای فانوس دریایی است. PMMA برای سقف سازی این ترکیب در پارک المپیک برای بازی‌های المپیک تابستانی ۱۹۷۲ در مونیخ استفاده شد. این یک ساخت و ساز سبک و شفاف ساختار را فعال کرد PMMA (تحت نام تجاری "Lucite") برای سقف آستوموم هوستون مورد استفاده قرار گرفت.

### تغییر مسیر نور
پانل‌های آکریلیک برش لیزری برای هدایت نور خورشید به یک لوله نور یا پنجره شیشه ای استفاده می‌شود و از آنجا به داخل یک اتاق پخش می‌شود. توسعه دهندگان آن، ورونیکا گارسیا هاسن، کن یانگ و یان ادموندز جایزه نوآوری نقد اقتصاد خاور دور در برنز برای این تکنولوژی در سال ۲۰۰۳ اهدا شد.
برای خاموش شدن بیش از یک متر (بیش از ۹۰ درصد از شدت از دست دادن منبع ۳۰۰۰ کیلوگرم)، راهنماهای نور کم پهنای باند اکریلیک بیشتر به استفاده‌های تزئینی اختصاص می‌یابد.
جفت ورق اکریلیک با لایه ای از منشورهای میکروسکوپی بین ورق‌ها می‌تواند خواص بازتابنده و انعطاف‌پذیری داشته باشد که به آنها اجازه می‌دهد تا بخشی از نور خورشید را به دلیل زاویه اشباع آن هدایت کند. چنین پانل‌ها به عنوان قفسه‌های کوچک مینیاتوری عمل می‌کنند. چنین پانل‌ها برای اهداف روزمره تجاری شده‌اند و به عنوان یک پنجره یا یک سایبان مورد استفاده قرار می‌گیرند به گونه ای که نور خورشید از آسمان به سمت سقف یا به داخل اتاق نسبت به کف هدایت می‌شود. این می‌تواند منجر به روشن‌تر شدن بخش پشتی اتاق شود، به ویژه هنگامی که با یک سقف سفید ترکیب شده، در حالی که دارای تأثیر کمی بر روی نمای خارجی نسبت به شیشه معمولی است.

### فناوری‌های پزشکی و ایمپلنت
PMMA درجه سازگاری خوبی با بافت انسانی دارد و در ساخت لنزهای داخلی داخل چشم که در هنگام لنز اصلی در درمان آب مروارید حذف می‌شود، در چشم استفاده می‌شود. این سازگاری توسط چشم‌پزشک انگلیسی، سر هارولد ریدلی در خلبانان جنگ جهانی دوم کشف شد، که چشمانشان از پراکندهای PMMA که از طرف پنجره جنگجویان Supermarine Spitfire درآمده بودند، نادیده گرفته شده بود. به عنوان طوفان هاوکر ریدلی یک لنز تولید شده توسط شرکت Rayner (Brighton & Hove, East Sussex) ساخته شده از Perspex پلیمریزاسیون توسط ICI ساخته شده‌است. در ۲۹ نوامبر ۱۹۴۹ در بیمارستان سنت توماس لندن، ریدلی اولین لنز داخل چشم را در بیمارستان سنت توماس در لندن گذاشت.
به‌طور خاص، لنزهای تماسی اکریلیک برای جراحی آب مروارید در بیماران مبتلا به التهاب مکرر (uveitis) مفید هستند، زیرا مواد اکریلیک باعث التهاب کمتر می‌شوند.
لنزهای عینک معمولاً از PMMA ساخته شده‌اند.
از لحاظ تاریخی، لنزهای تماس سخت اغلب از این مواد ساخته شده‌است. لنزهای نرم‌افزاری اغلب از یک پلیمر مرتبط ساخته شده‌اند که در آن مونومرهای اکریلات که حاوی یک یا چند گروه هیدروکسیل هستند، آنها را هیدروفیل می‌کند.
در جراحی ارتوپدی، سیمان استخوان PMMA برای ضبط ایمپلنت‌ها و بازسازی استخوان‌های از دست رفته استفاده می‌شود. این پودر با متیل متاکریلات مایع (MMA) تأمین می‌شود. اگر چه PMMA از لحاظ بیولوژیکی سازگار است، MMA در معرض تحریک پذیر و سرطان زا ممکن است. PMMA نیز به علت فشارخون منجر به رویدادهای قلب و عروق در اتاق عمل شده‌است. سیمان استخوان مانند یک غلظت عمل می‌کند و نه خیلی شبیه یک چسب در آرتروپلاستی. گرچه چسبنده به استخوان یا ایمپلنت متصل نیست، در واقع فضای بین پروتز و حرکت پیشگیری از استخوان را پر می‌کند. معایب این سیمان استخوانی این است که حرارت آن تا دمای ۸۲٫۵ درجه سانتیگراد (۱۸۰٫۵ درجه فارنهایت) گرم می‌شود در حالی که تنظیم می‌تواند باعث ناباروری بافت همسایه شود. تعادل دقیق آغازگرها و مونومرها برای کاهش میزان پلیمریزاسیون و به تبع آن گرما تولید شده‌است.
در جراحی لوازم آرایشی، میکروسپارهای کوچک PMMA در بعضی از مایعات بیولوژیکی به صورت یک پرکننده نرم بافت نرم در زیر پوست به صورت دائمی برای چین خوردگی یا زخم تزریق می‌شوند. PMMA به عنوان یک پرکننده بافت نرم به‌طور گسترده‌ای در آغاز قرن بیستم برای بازگرداندن حجم در بیماران مبتلا به هدر رفتن چهره مربوط به HIV مورد استفاده قرار گرفت. PMMA به‌طور غیرقانونی به منظور ایجاد عضلات بعضی از بدنسازان استفاده می‌شود.
Plombage یک درمان قدیمی برای سل، که در آن فضای پلورون در اطراف ریه‌های آلوده با توپ PMMA پر شده‌است، به منظور فشرده شدن و سقوط ریه آسیب دیده‌است.
تحقیقات بیوتکنولوژی جدید و تحقیقات بیومدیکال از PMMA برای ایجاد دستگاه‌های آزمایشگاهی بر روی یک تراشه microfluidic استفاده می‌کند که به هندسه‌های ۱۰۰ میکرومتر نیاز دارند تا مسیریابی مایعات را فراهم کنند. این هندسه‌های کوچک قادر به استفاده از PMMA در فرایند تولید بیوشیمی هستند و سازگاری بیولوژیکی متوسط دارند.
ستون‌های کروماتوگرافی Bioprocess از لوله‌های اکریلیک ریخته شده به عنوان جایگزینی برای شیشه و فولاد ضدزنگ استفاده می‌کنند. این‌ها دارای فشار و برآورده کردن الزامات سختگیرانه مواد برای سازگاری با زیستی، سمیت و extractables هستند.

### استفاده هنری و زیبایی‌شناسی
رنگ اکریلیک اساساً شامل PMMA در آب معلق است؛ با این حال از آنجا که PMMA هیدروفوب است، باید یک ماده با هر دو گروه هیدروفوب و هیدروفیلی برای تسهیل تعلیق اضافه شود.
سازندگان مدرن مدرن، به ویژه در دهه‌های ۱۹۶۰ و ۱۹۷۰، با هدف ایجاد زیبایی‌های فضایی خود، لوسیت و سایر محصولات PMMA را به طرح‌های خود، به‌خصوص دفترهای اداری، متصل می‌کنند. بسیاری از محصولات دیگر (به عنوان مثال، گیتار) گاهی با شیشه‌های اکریلیک ساخته می‌شوند تا اشیاء شفاف و شفاف شفاف باشند.
Perspex به عنوان یک سطح برای رنگ آمیزی، به عنوان مثال توسط سالوادور دالی استفاده شده‌است. Diasec فرایندی است که از شیشه اکریلیک به عنوان یک جایگزین شیشه معمولی در فریم‌های تصویر استفاده می‌کند. این کار برای هزینه‌های نسبتاً کم، وزن سبک، مقاومت در برابر شکست، زیبایی‌شناسی و به دلیل اینکه می‌توان آن را در اندازه‌های بزرگتر از شیشه‌های استاندارد عکس طراحی کرد، انجام می‌شود.
در سال ۱۹۳۹، جان د سوارتر، مجسمه‌ساز هلندی مستقر در لس آنجلس، نمونه‌هایی از لوسیتی را که توسط دوپونت فرستاده شده بود، آزمایش کرد. De Swart ابزاری برای کار کردن لوسیت برای مجسمه‌سازی و مواد شیمیایی ترکیب شده برای ایجاد اثرات مشخصی از رنگ و ریزش ایجاد کرد.
تقریباً از دهه ۱۹۶۰، مجسمه سازان و هنرمندان شیشه ای مانند Jan Kubíček, Leroy Lamis و Frederick Hart شروع به استفاده از اکریلیک کردند، به خصوص با استفاده از انعطاف‌پذیری مواد، وزن سبک، هزینه و ظرفیت آن برای رفع و فیلتر کردن نور.
در دهه ۱۹۵۰ و ۱۹۶۰، لوسیت یک ماده بسیار پرطرفدار برای جواهرات بود، و شرکت‌های متعددی در ایجاد قطعات با کیفیت از این مواد تخصصی بودند. دانه‌های Lucite و زیور آلات هنوز هم توسط جواهرات عرضه می‌شود.
ورق‌های اکریلیک در ده‌ها رنگ استاندارد تولید می‌شوند که بیشترین استفاده را با استفاده از رنگ‌های تولید شده توسط رومن و هاس در دهه ۱۹۵۰ به فروش می‌رسانند.

### استفاده در زمینه ابزارهای آرایشی
یکی دیگر از استفاده‌های این ماده در زمینه ساخت ابزارهای آرایشی می‌باشد. که امروزه طرفداران بسیار زیادی پیدا کرده‌است. یکی از پرکاربردترین این ابزارها استند لوازم آرایشی می‌باشد که محبوبیت زیادی را به خود جلب کرده‌است. در کشور ایران یکی از بزرگ‌ترین عرضه‌کنندگان استند لوازم آرایشی میکاپ شینهوا است که در چند ساله گذشته با عرضه محصولات متنوع از جنس اکریلیک این ماده اکریلیک را در محصولات خود یعنی استند لوازم آرایشی میکاپ شینهوا استفاده کرده که موجب شناخت بیشتر این ماده یعنی اکریلیک در این کشور شده‌است.

### استفاده‌های دیگر
PMMA، در فرم تجاری Tecnovit 7200 به شدت در زمینه پزشکی استفاده می‌شود. این برای هیستولوژی پلاستیک، میکروپسیت الکترون و همچنین بسیاری از کاربردهای دیگر استفاده می‌شود. PMMA برای ایجاد غشاهای مبهم فوق سفید که انعطاف‌پذیر هستند و برای خنک شدن شبیه به شفافیت استفاده می‌شوند.
اکریلیک در تخت‌های برنزه به عنوان سطح شفاف استفاده می‌شود که ساکنان را از لامپ‌های برنزه در هنگام برنزه جدا می‌کند. نوع اکریلیک مورد استفاده در تخت‌های برنزه اغلب از یک نوع خاص از پلی متیل متاکریلات تشکیل می‌شود که ترکیبی است که اجازه می‌دهد تا اشعه‌های ماورای بنفش
ورق‌های PMMA معمولاً در صنعت علامت استفاده می‌شود تا ضخامت‌های معمولی را از ضخامت‌های ۳ تا ۲۵ میلی‌متر (۰٫۱ تا 1.0 in) بردارند. این حروف ممکن است به تنهایی برای نشان دادن نام شرکت و / یا آرم شرکت استفاده شوند یا ممکن است جزء حروف کانال روشن باشد. اکریلیک به‌طور گسترده‌ای در صنعت علامت گذاری به عنوان یک عنصر از نشانه‌های دیوار استفاده می‌شود که در آن ممکن است یک پوشش پشتی باشد، روی سطح یا پشتی نقاشی شده باشد، یک چهره ای با حروف الفبا یا حتی عکس‌های عکاسی که مستقیماً به آن چاپ شده‌است، یا یک فاصله برای جداسازی علامت اجزاء
PMMA در رسانه نوری Laserdisc استفاده شد [۴۵] (سی دی‌ها و دی وی دی‌ها از اکریلیک و پلی کربنات برای مقاومت در برابر ضربه استفاده می‌کنند)این به عنوان راهنمای نور برای نور پس زمینه در TFT-LCD استفاده می‌شود.
فیبر نوری پلاستیکی که برای ارتباطات کوتاه مدت استفاده شده از PMMA ساخته شده‌است و PMMA پرفروفی شده با PMMA فلورایدی پوشیده شده‌است، در شرایطی که انعطاف‌پذیری آن و هزینه‌های نصب ارزان‌تر، تحمل کمتری در برابر حرارت و تضعیف بیش از فیبر شیشه ای است.PMMA در یک فرم خالص به عنوان ماتریس در لیزر رنگی جامد حالت آلی آلیاژی با لیزر رنگی استفاده می‌شود.
در تحقیقات نیمه هادی و صنعت، PMMA به عنوان یک مقاومت در فرایند لیتوگرافی پرتو الکترونی کمک می‌کند. یک محلول حاوی پلیمر در یک حلال برای چرخش سیلیکون پوشش و دیگر ویفرهای نیمه هادی و نیمه عایق با یک فیلم نازک استفاده می‌شود. الگوها در این می‌تواند توسط یک پرتو الکترون (با استفاده از میکروسکوپ الکترونی)، نور UV عمیق (طول موج کوتاه‌تر از فرایند فوتولیتوگرافی استاندارد) یا اشعه ایکس ساخته شود. قرار گرفتن در معرض این باعث ایجاد زنجیری یا اتصال (اتصال متقابل) در PMMA می‌شود، که اجازه می‌دهد تا از طریق یک توسعه دهنده شیمیایی حذف انتخاب مناطق قابل رویت انجام شود، و این باعث می‌شود که یک عکاسی مثبت باشد. مزیت PMMA این است که اجازه می‌دهد تا الگوهای بسیار با وضوح بالا ساخته شود. سطح PMMA صاف را می‌توان به راحتی توسط درمان در پلاسما رادیویی رادیو اکتیو نانوساختار و سطح نانوساختار PMMA را می‌توان به راحتی با تابش اشعه ماوراء بنفش (VUV) نرمال کرد.
PMMA به عنوان یک سپر برای جلوگیری از اشعه بتا منتشر شده از ایزوتوپ‌های رادیویی استفاده می‌شود.
نوارهای کوچک PMMA در طول فرایند تابش گاما به عنوان دستگاه‌های دزیمتر استفاده می‌شود. خواص نوری PMMA به عنوان افزایش دوز گاما تغییر می‌کند و می‌تواند با یک اسپکتروفتومتر اندازه‌گیری شود. یک جوهر خال کوبی واکنشی سیاه و سفید با استفاده از میکروکپسول‌های PMMA توسعه یافته‌است. PMMA می‌تواند به عنوان یک پراکنده برای پودرهای سرامیکی برای تثبیت سوسپانسیون‌های کلوئیدی در رسانه‌های غیر آبی مورد استفاده قرار گیرد. [نیازمند منبع] با توجه به بالا بودن ویسکوزیته پس از انحلال، می‌توان آن را نیز به عنوان مواد اتصال دهنده برای فرایندهای رسوب سازی محلول استفاده کرد، به عنوان مثال چاپ سلول‌های خورشیدی
در دهه ۱۹۶۰، لوتیر دن آرمسترانگ یک خط از گیتارهای الکتریکی و باس را ساخت که اجسام آنها کاملاً از آکریلیک ساخته شده بودند. این ابزارها تحت نام تجاری Ampeg قرار داشتند. Ibanez و B.C. غنی نیز گیتارهای اکریلیک را ساخته‌است. لودویگ-میسور یک خط از درام‌های اکریلیک نامیده می‌شود ویستالیت‌ها، به خوبی شناخته شده به عنوان درامر Led Zeppelin جان Bonham استفاده می‌شود.
ناخن مصنوعی در نوع «اکریلیک» اغلب شامل پودر PMMA می‌شود برخی از موزه‌های مدرن و گاهی مرسوم، لوله‌های تنباکو ورزشی است که از لوسیت ساخته شده‌است. فن آوری PMMA در برنامه‌های بام و ضدآب استفاده می‌شود. با استفاده از یک پشم پلی استر پلی استر بین دو لایه رزین PMMA فعال کاتالیزور، یک غشاء مایع کاملاً تقویت شده در محل ایجاد می‌شود. PMMA یک ماده به‌طور گسترده‌ای برای ایجاد اسلحه‌های مقابله و قاچاق مالی است.

## استفاده در صنایع و ورق های پلاستیک
پلی متیل متاکریلات اکریلیک نوعی از پلیمرهای هستند که به دلیل شفافیت و دوام بالای خود، جایگزین بی نظیری برای شیشه هستندن محصول در دنیای مدرن امروزی و در صنایع مختلف کاربرد وسیعی دارد.
ورق تولید شده از پلی متیل متاکریلات در صنایع ورق های پلاستیک با نام ورق پلکسی گلاس نیز شناخنه شده است که به ترموپلاستیک معروف هستند. این ورق ها در ابعاد مختلف و بصورت تخت تولید شده و به دلیل مقاومت بالایی که دارند برای لیزرکاری و مصارف تزیینی نیز بسیار مناسب هستند. غالباً به شیشه های پلکسی نیز معروف است.
ورق پلکسی امروزه به یکی از ارکان جدایی ناپذیر در دکوراسیون و زیباسازی محیط تبدیل شده است. ورق پلکسی گلاس یک ورق پلاستیکی با جنسی تقریباً خشک و شفاف است که از نظر ظاهری بسیار به شیشه شباهت دارد.

## کاربرد پلکسی اکریلیک

#### صنایع
پلکسی اکریلیک به دلیل شفاف بودن و مقاومت بالایی که دارند در بسیاری از صنایع قابل استفاده هستند. این پلکسی های رنگی در صنایعی مانند صنعت ساختمان و پنجره سازی و شیشه، صنایع خودروسازی و معماری و مانند اینها کاربرد دارد.

#### ساختمان
از دیگر کاربردهای پلکسی اکریلیک استفاده در دیوار و زیباسازی، پنجره،  نورپردازی های رنگی، پارتیشن بندی ، شیشه  های درب و پنجره، محیط های بیرونی، پنجره سقفی، شیشه حمام و آشپزخانه نیز می توان نام برد.
از دیگر موارد استفاده می توان به کاربرد دیگر این ورقها در خصوصورپردازی و روشنایی است.

#### سایر موارد کاربرد
از پلکسی آکریلیک می توان در روشنایی داخل ساختمان، لامپ، چراغ ها یا نورهای نیز استفاده نمود.